# Nate DiCasmirro
Nathan „Nate“ DiCasmirro (* 27. September 1978 in Atikokan, Ontario) ist ein ehemaliger italo-US-amerikanisch-kanadischer Eishockeyspieler und derzeitiger -trainer, der im Verlauf seiner aktiven Karriere zwischen 1998 und 2020 unter anderem 471 Spiele in der American Hockey League (AHL) auf der Position des Stürmers bestritten hat.

## Karriere

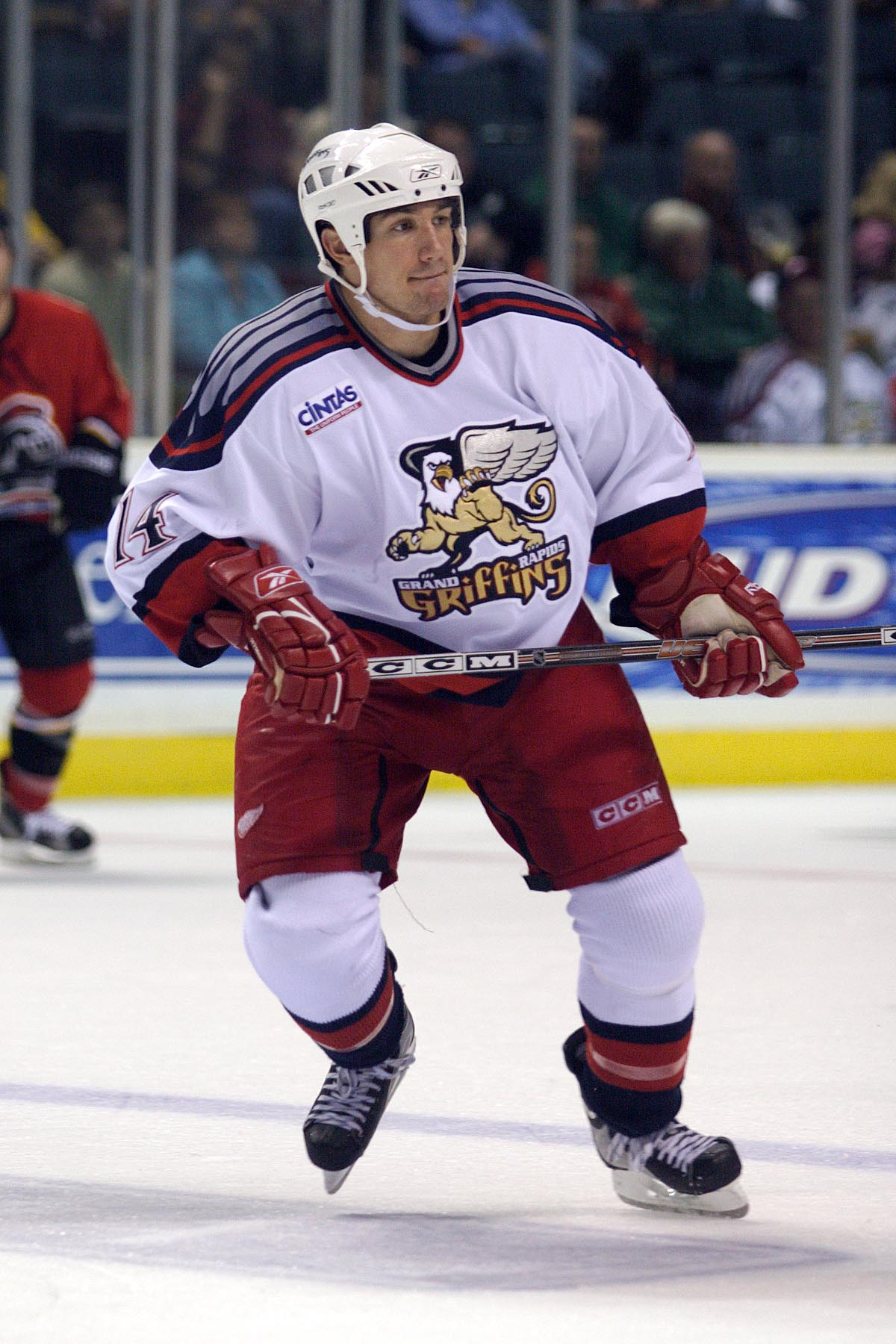
DiCasmirro im Trikot der Grand Rapids Griffins (2005)

Der in der kanadischen Provinz Ontario geborene Nate DiCasmirro wuchs in Burnsville im US-Bundesstaat Minnesota auf und besaß zunächst die doppelte Staatsbürgerschaft von Kanada und der Vereinigten Staaten. Er begann seine Karriere als Profieishockeyspieler 1995 bei den North Iowa Huskies aus der United States Hockey League, für welche DiCasmirro drei Saisons spielte. Im Sommer 1998 entschied er sich eine Universität zu besuchen und unterschrieb einen Vertrag für vier Jahre bei der St. Cloud State University aus der National Collegiate Athletic Association. Bereits im letzten Jahr bei der Universität kam er gegen Ende der Saison zu einem Einsatz bei den Hamilton Bulldogs aus der American Hockey League. Vor der Saison 2002/03 wechselte er endgültig zu den Hamilton Bulldogs und bestritt mit der Mannschaft die gesamte AHL-Meisterschaft. Nach einem Jahr wechselte er zum Ligakonkurrenten Toronto Roadrunners, wo er es in 71 Spielen auf 35 Scorerpunkte schaffte. Im Sommer 2004 wechselte Nate DiCasmirro zu den Edmonton Road Runners, bevor er 2005 bei den Grand Rapids Griffins einen einjährigen Vertrag unterzeichnete. Von 2006 bis 2008 stürmte der Italo-Kanadier hauptsächlich für die Providence Bruins. Gegen Mitte der zweiten Saison bei den Providence Bruins wechselte DiCasmirro nochmals für 23 Spiele zu den San Antonio Rampage und für 20 Spiele zu den Syracuse Crunch.
Im Sommer 2008 begann sein Abenteuer Europa. DiCasmirro unterzeichnete vor der Saison 2008/09 einen Vertrag beim HC Bozen aus der italienischen Serie A1, wo er jedoch nach 23 Spielen wieder seinen Platz räumen musste. Den restlichen Teil dieser Saison (10 Spiele) stürmte er für Timrå IK aus der schwedischen Elitserien. Im darauf folgenden Sommer nahm ihm der schwedische Verein Örebro HK aus der Allsvenskan unter Vertrag. Gegen Mitte der Saison verließ er wiederum die Mannschaft und fand beim Villacher SV in der Österreichischen Eishockey-Liga seinen neuen Arbeitgeber. Im Sommer 2010 wechselte der rechte Flügel wiederum nach Italien. Diesmal unterschrieb er einen Vertrag beim HC Pustertal, welcher gleich wie der HC Bozen die Meisterschaft der italienischen Serie A1 bestreitet. Anfang Mai 2011 wurde bekannt, dass sein Vertrag beim HC Pustertal für ein Jahr verlängert wird. Nach zwei Spielzeiten im Pustertal folgte im Sommer 2012 der Wechsel zum Ligakonkurrenten HC Valpellice. Dort blieb er jedoch nur ein Jahr und wechselte dann nach Großbritannien in die Elite Ice Hockey League zu den Sheffield Steelers und gewann mit diesen die EIHL-Playoffs.
Ab August 2015 stand DiCasmirro wieder beim HC Bozen unter Vertrag, der inzwischen in der Österreichischen Eishockey-Liga spielte. Nach einem Jahr in Bozen wechselte er zur folgenden Saison zur HDD Jesenice in die Alps Hockey League. Danach war er wieder eine Spielzeit für den HC Pustertal aktiv, gefolgt von einem Jahr als Spielertrainer der zweiten Mannschaft des EC KAC. Im Sommer 2020 beendete der 41-Jährige seine Karriere als Aktiver vollends. Seit Beginn der Saison 2021/22 ist DiCasmirro als Assistenztrainer bei den Iowa Wild in der AHL tätig.

### International
Bei der Olympiaqualifikation für die Spiele in Sotschi, die im Februar 2013 in Bietigheim-Bissingen stattfand, gab DiCasmirro sein Debüt in der italienischen Eishockeynationalmannschaft. Zwar verpasste Italien als Gruppendritter die Qualifikation für die Winterspiele 2014, durch sein Tor in der Verlängerung entschied DiCasmirro jedoch das Spiel gegen Deutschland für die Italiener, was im Ergebnis dazu führte, dass sich statt der Deutschen die österreichische Mannschaft das Olympiaticket sicherte. Später im Jahr gelang DiCasmirro mit der italienischen Mannschaft durch einen zweiten Platz hinter Kasachstan in der Gruppe A der Division I bei der Eishockey-Weltmeisterschaft 2013 der Aufstieg in Top-Division der WM. Anschließend spielte er 2014 in der Top-Division und nach dem sofortigen Wiederabstieg 2015 erneut in der Division I.

## Erfolge und Auszeichnungen
| - 1998 USA Hockey Juniorenspieler des Jahres - 1998 USHL Stürmer des Jahres - 1998 Wertvollster Spieler der USHL - 2001 Broadmoor-Trophy-Gewinn mit der St. Cloud State University - 2001 WCHA Second All-Star Team | - 2011 Coppa-Italia-Gewinn mit dem HC Pustertal - 2011 Italienischer Vizemeister mit dem HC Pustertal - 2013 Coppa-Italia-Gewinn mit dem HC Valpellice - 2013 Italienischer Vizemeister mit dem HC Valpellice - 2014 EIHL-Playoff-Champion mit den Sheffield Steelers |

### International
- 2013 Aufstieg in die Top-Division bei der Weltmeisterschaft der Division IA

## Karrierestatistik

### International
Vertrat Italien bei:
| - Qualifikationsturnier für die Olympischen Winterspiele 2014 - Weltmeisterschaft der Division IA 2013 - Weltmeisterschaft 2014 | - Weltmeisterschaft der Division IA 2015 - Qualifikationsturnier für die Olympischen Winterspiele 2018 |

(Legende zur Spielerstatistik: Sp oder GP = absolvierte Spiele; T oder G = erzielte Tore; V oder A = erzielte Assists; Pkt oder Pts = erzielte Scorerpunkte; SM oder PIM = erhaltene Strafminuten; +/− = Plus/Minus-Bilanz; PP = erzielte Überzahltore; SH = erzielte Unterzahltore; GW = erzielte Siegtore; 1 Play-downs/Relegation; Kursiv: Statistik nicht vollständig)